# Porchères
 Porchères  es una población y comuna francesa, situada en la región de Aquitania, departamento de Gironda, en el distrito de Libourne y cantón de Coutras.

## Demografía
| 573 | 524 | 531 | 541 | 668 | 726 |
| Para los censos de 1962 a 1999 la población legal corresponde a la población sin duplicidades (Fuente: INSEE [Consultar]) |     |     |     |     |     |